# HC Lomnice nad Popelkou
HC Lomnice nad Popelkou (celým názvem: Hockey Club Lomnice nad Popelkou) je český klub ledního hokeje, který sídlí ve městě Lomnice nad Popelkou v Libereckém kraji. Založen byl v roce 1920 pod názvem Sokol Lomnice nad Popelkou. Svůj současný název nese od roku 1989. Od sezóny 2009/10 působí v Liberecké krajské lize, čtvrté české nejvyšší soutěži ledního hokeje. Klubové barvy jsou modrá a bílá.
Své domácí zápasy odehrává na zimním stadionu Lomnice nad Popelkou s kapacitou 800 diváků.

## Historické názvy
Zdroj:
- 1920 – Sokol Lomnice nad Popelkou
- 1953 – TJ Slavoj Lomnice nad Popelkou (Tělovýchovná jednota Slavoj Lomnice nad Popelkou)
- 1972 – TJ Lomnice PTP (Tělovýchovná jednota Lomnice, Průmysl trvanlivého pečiva)
- 1989 – HC Lomnice nad Popelkou (Hockey Club Lomnice nad Popelkou)

## Přehled ligové účasti
Stručný přehled
Zdroj:
- 2004–2005: Královéhradecký a Pardubický krajský přebor (5. ligová úroveň v České republice)
- 2005–2009: Liberecký krajský přebor (4. ligová úroveň v České republice)
- 2009– : Liberecká krajská liga (4. ligová úroveň v České republice)
- 2013–2017: Pražská krajská liga (4. ligová úroveň v České republice)

Jednotlivé ročníky
Zdroj:
Legenda: ZČ - základní část, červené podbarvení - sestup, zelené podbarvení - postup, fialové podbarvení - reorganizace, změna skupiny či soutěže
| Česko (2004 – ) |                                             |           |          |                                       |                                      |
| Sezóny          | Soutěž                                      | Úroveň    | ZČ       | Play-off, nadstavba, sk. o udržení... | Poznámky                             |
| 2004/05         | Královéhradecký a Pardubický krajský přebor | 5. úroveň | 5. místo |                                       | Přechod do jiného kraje              |
| 2005/06         | Liberecký krajský přebor                    | 4. úroveň | 2. místo |                                       |                                      |
| 2006/07         | Liberecký krajský přebor                    | 4. úroveň | 5. místo |                                       |                                      |
| 2007/08         | Liberecký krajský přebor                    | 4. úroveň | 3. místo |                                       |                                      |
| 2008/09         | Liberecký krajský přebor                    | 4. úroveň | 3. místo | Finále                                | Změna názvu soutěže                  |
| 2009/10         | Liberecká krajská liga                      | 4. úroveň | 4. místo | Zápas o 3. místo (výhra)              |                                      |
| 2010/11         | Liberecká krajská liga                      | 4. úroveň | 3. místo | Zápas o 3. místo (výhra)              |                                      |
| 2011/12         | Liberecká krajská liga                      | 4. úroveň | 1. místo |                                       | Kvalifikace                          |
| 2012/13         | Liberecká krajská liga                      | 4. úroveň | 4. místo | Předkolo                              | Přihlášení do dvou krajských soutěží |
| 2013/14         | Liberecká krajská liga                      | 4. úroveň | 1. místo | Finále                                | Kvalifikace                          |
| 2013/14         | Pražská krajská liga                        | 4. úroveň | 2. místo | Finálová skupina (2. místo)           |                                      |
| 2014/15         | Liberecká krajská liga                      | 4. úroveň | 1. místo | Finále                                | Baráž                                |
| 2014/15         | Pražská krajská liga                        | 4. úroveň | 3. místo | Finálová skupina (3. místo)           |                                      |
| 2015/16         | Liberecká krajská liga                      | 4. úroveň | 1. místo | Vítěz                                 | Kvalifikace                          |
| 2015/16         | Pražská krajská liga                        | 4. úroveň | 5. místo |                                       |                                      |
| 2016/17         | Liberecká krajská liga                      | 4. úroveň | 2. místo | Finále                                |                                      |
| 2016/17         | Pražská krajská liga                        | 4. úroveň | 4. místo |                                       | Odhlášení ze soutěže                 |
| 2017/18         | Liberecká krajská liga                      | 4. úroveň | 2. místo | Finále                                |                                      |
| 2018/19         | Liberecká krajská liga                      | 4. úroveň | 4. místo | Zápas o 3. místo (prohra)             |                                      |
| 2019/20         | Liberecká krajská liga                      | 4. úroveň | 3. místo | Semifinále                            |                                      |
| 2020/21         | Liberecká krajská liga                      | 4. úroveň | –. místo |                                       | Zrušeno                              |
| 2021/22         | Liberecká krajská liga                      | 4. úroveň | 3. místo | Semifinále                            |                                      |
| 2022/23         | Liberecká krajská liga                      | 4. úroveň | 3. místo | Čtvrtfinále                           |                                      |
| 2023/24         | Liberecká krajská liga                      | 4. úroveň | 3. místo | Semifinále                            |                                      |